# Isla Brava
Isla Brava est une telenovela mexicaine produite et diffusée depuis le 18 mai 2023 sur le service de streaming Vix pour Televisa.
En France, elle est diffusée entre le 18 janvier 2025 et le 8 février 2025 sur Novelas TV.

## Synopsis
La nuit même où Lucia décide d’avouer à son mari Alfredo qu’elle a une liaison avec son jeune frère Bruno, Alfredo disparaît mystérieusement sans laisser de trace. Sans corps, ni aucun signe de violence, une détective doit utiliser des méthodes peu orthodoxes pour résoudre l’affaire et Lucia doit se protéger, elle et ses enfants, d’un danger imminent. Bientôt, l’enquête sur la disparition d’Alfredo jette un nouvel éclairage sur une vie sombre et secrète, pleine de cupidité, de chantage, de dettes de jeu et d’une découverte inattendue révélant un secret de famille pervers.

## Fiche technique
- Titre original : Isla Brava
- Création : Esther Feldman
- Réalisation : Pitipol Ybarra
- Scénario : Esther Feldman
  - Développement : Esther Feldman, Marisel Lloberas, Carlos Algara et Mariana Levy
- Musique : Jeansy Aúz et Pablo Borghi
- Production : Esther Feldman
  - Production exécutive : Gonzalo Sagardía, Santiago de la Rica, Harvey Grisalez, Rodrigo Trujillo, Pitipol Ybarra, Carla Gomez et Vincenzo Gratteri
- Société de production : Televisa
- Société de distribution : Televisa Internacional et Onza Entertainment

- Pays :  Mexique
- Langue : espagnol
- Format : Couleur - HDTV 1080i - 16/9 - Son stéréophonique
- Genre : telenovela
- Durée : 45-47 minutes
- Dates de première diffusion :
  - Mexique : 18 mai 2023 sur ViX
  - France : 18 janvier 2025 sur Novelas TV

## Distribution
- Fernanda Castillo : Lucía
- Erik Hayser : Bruno
- Flavio Medina : Alfredo
- Bárbara López : Pilar
- Karena Flores : Mora
- Juan Pablo Fuentes : Thiago
- Pablo Astiazarán : Jesús
- Rubén Sanz : Damián Rocha
- Renata Ybarra : Josefina
- Romina Pozo : Sofía
- Getsemani Vela : Valentina
- Marta Belmonte : Samantha Cruz
- Lorenza Weber : Guadalupe
- José Pescina : Suré Amaité
- Albi de Abreu : Lorenzo Barrientos
- Miguel Brocca : Stefano Torres
- Úrsula Murayama : Concepción Solís
- Gabriela Montaraz : Rosario
- Maggi Briz : Susana Velez
- Álvaro Roig :  Gustavo Larralde
- Nadia Zúñiga : Beatriz
- José Roberto Díaz : Mario Torres
- Adrián Sets :  Diego Barrientos
- Paula Serrano : Mercedes Azcurra
- Víctor Oliveira : Commissioner López
- Isa Seriñá : Yolis
- Verónica Gregory :  Juliana
- Martín Brasseco : Esteban

## Épisodes
| Saisons | Saisons | Épisodes | Diffusion originale | Diffusion originale |
| Saisons | Saisons | Épisodes | Début de saison     | Fin de saison       |
| ------- | ------- | -------- | ------------------- | ------------------- |
|         | 1       | 8        | 18 mai 2023         | 8 juin 2023         |

### Première saison (2023)
1. « La familia perfecta »
2. « El rescate »
3. « ¿Quién mató a Alfredo? »
4. « Atrapada en una pesadilla »
5. « No todos tienen buena suerte »
6. « La carta robada »
7. « La iniciación »
8. « La verdad de la noche de la fiesta »

## Production
Le 8 août 2022, il a été annoncé que la production et le tournage de la série avaient commencé à Tenerife, en Espagne,. 14 septembre 2022, une liste complète des membres de la distribution a été annoncée,. Le tournage s’est terminé le 4 novembre 2022. Le 28 avril 2023, ViX a publié la première bande-annonce officielle de la série via ses comptes de médias sociaux. Le 3 juin 2024, ViX a renouvelé la série pour une deuxième saison.

## Version française
La version française est assurée par Hiventy North Africa au Maroc.